# Giaginskaja
Giaginskaja (ros. Гиагинская) – stanica w Rosji, w Adygei, położona 35 km od Majkopu. Jest ośrodkiem administracyjnym rejonu giagińskiego.

## Demografia
- 2002 – 15 200[2]
- 2021 – 14 168[1]